# 天映娛樂
天映娛樂有限公司（英語：Celestial Pictures Limited）成立於2000年，是一家總部位於香港的綜合娛樂業務公司，是Astro集團旗下公司。

## 業務
天映娛樂、薩班資本集團及獅門娛樂成立聯營公司映嘉娛樂，經營收費電視頻道，在亞洲製作及發行節目。旗下的電視頻道包括︰天映頻道、天映經典頻道、Celestial Movies Pinoy、cHK香港台、KIX、KIX360、妙米頻道、Thrill及THRILL360。
2002年，邵逸夫與方逸華將邵氏製作過的七百多部華語電影的版權交由天映娛樂，以數碼影像修復處理，並首次製作成 VCD和 DVD，由洲立影視在亞洲區內同步發行。

## 外部連結
- 天映娛樂官方網站（页面存档备份，存于）（繁體中文）（简体中文）（英文）